# Lubango
Lubango Angola második legnagyobb városa a főváros, Luanda után. Hulía tartomány fővárosa. A 2014-es népszámlálási adatok szerint körülbelül 770 000 lakosa van, amelynek nagyrésze a városközpontban lakik.
A városnak reptere is van (Lubango Mukanka).
Eredeti neve Sá Da Bandeira.
Az első lakosok Madeira szigetéről érkeztek.

## Gazdasága
Lubango gazdasága a mezőgazdaságra épül, különös tekintettel a környező termékeny régióban termelt húskészítményekre, gabonafélékre, szizálra, dohányra, gyümölcsökre és zöldségekre. Az élelmiszer-feldolgozás, a bőrcserzés és a fogyasztási cikkek ipara dominálja az ipari szektort.
Számos olyan angolai bank, mint a BAI vagy a BPC, jó pénzügyi szolgáltatásokat kínál, és lehetőség van Angolán kívüli pénzeszközök fogadására elektronikus átutalással ezekbe a bankokba. ATM-ek elérhetők a város körül, de ezek kwanzát folyósítanak, ami a helyi pénznem. A piacokon mind az amerikai dollárt, mind a kwanzát elfogadják.
A lubangói fő bevásárlóközpont egy újonnan épült „Milleneum” nevű bevásárlóközpont, ahol a legtöbb napi használatú termék, valamint egyéb termékek, például kozmetikumok, cipők, ruhák stb. kaphatók.

## Közlekedés
Lubango mellett található egy repülőtér (Lubango Airport IATA kód: SDD) és az Angolai Légierő vadászbombázó ezredének központja. A repülőtér napi járatokat fogad Luandából, és hetente háromszor a namíbiai Windhoekból a TAAG, az angolai légitársaság útján.
A várost a Moçâmedes vasúttársaság szolgálja ki, amely CFM néven ismert. Ez a Chiange felé vezető mellékvasút csomópontja. A városban taxik közlekednek, amelyek többnyire közös használatúak, ezek körbe-körbe közlekednek a város körül. Bérelni lehet személyes taxit is.  A buszjáratok Lubitóból indulnak, ezeket az "SGO" nevű cég üzemelteti.